# 理查·德拉克斯

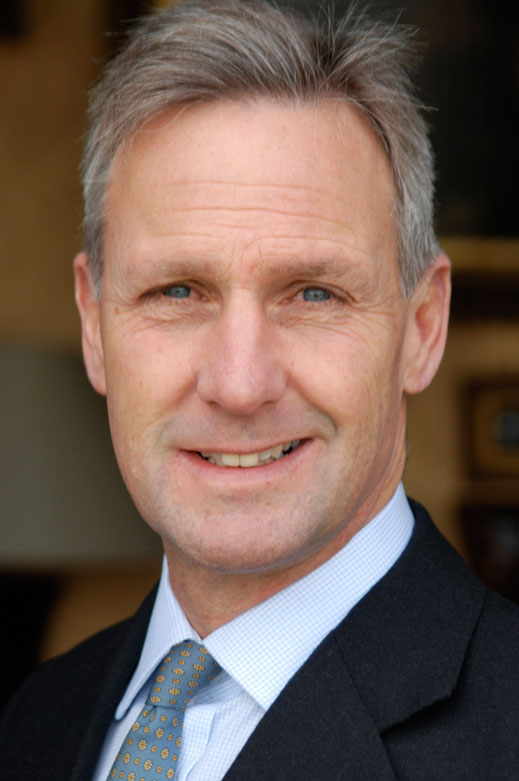

理查·德拉克斯（英語：Richard Drax，1958年1月29日—）是一位英格蘭政治人物，他的黨籍是保守黨。

## 生平
自2010年開始，他擔任南多塞特選區選出的英國下議院議員。